# 이건준 (프로게이머)
이건준(1987년 3월 13일 ~ )는 대한민국의 전직 스타크래프트 프로게이머이다. Spirit-AnomiA-라는 아이디를 사용하며, 종족은 저그이다.
2005년 SK텔레콤 T1에 입단하면서 활동을 시작하였다. 2005년 스카이 프로리그 2라운드 KTF전에서 당시 정상급 프로토스 중 한 명으로 평가받던 박정석에 승리를 거두어 주목을 받았다.
2009년 9월 17일, 08-09 시즌이 끝난 뒤 김성제와 박대경과 함께 은퇴를 선언하였다.

## 수상 경력
- 2004년 제6회 커리지 매치 입상

## 같이 보기
- 김성제
- 박대경